# دورل ویشان
دورِل ویشان (رومانیایی: Dorel Vișan؛ ‏ تلفظ رومانیایی: [doˈrel viˈʃan]؛ ‏ زادهٔ ۲۵ ژوئن ۱۹۳۷) بازیگر اهل رومانی است.
از فیلم‌هایی که وی در آن‌ها نقش داشته‌است، می‌توان به سناتور حلزون‌ها، اشک‌های یک دختر، بلوط، نشان مار، خیلی دیر، غرب، خانواده مورومته و پاکالا اشاره نمود.